# Ирина Огњевић
Ирина Огњевић (Београд, 27. септембар 2011) српска је пeвачица. Певањем се бави од осме године живота и била је члан више хорова у Београду. Активно се такмичила на међународним фестивалима, где је освојила награде.

## Награде

### 2023
- 1 место, Teen 1 категорија, и специјална награда фестивала Rising Star[7]
- 1 место, Rock категорија, Online DIGI-FORM-ART SPRING фестивал (Пољска)
- 1 место, Jazz категорија, Online Rising Star Carmen (Индијана, САД)
- 1 место, Jazz категорија, Orasul Talentlor (Румунија)
- 3 место, Jazz категорија, Quebec Music Competition (Канада)
- 1 место, Jazz категорија, и 2. место, Pesma na maternjem jeziku, Online Orasul Talentlor (Румунија)
- 3 место, Jazz категорија, Nouvelles Etoiles 8eme edition (Француска)
- 1 место, Golden Bear (Баја Маре, Румунија), Uživo Festival  место,[8]
- Rock категорија, Online Angel Voice Srbija Laureate
- 1 место Laureat, Online Tallinna Gold Mix
- 1 место, Online Viva Las Vegas
- 1 место, Jazz категорија, Greek-Ukrainian festival Laureate
- 1 место, Angel Voice festival (Београд)
- 1 место, Pop singing, The Song International online[9]
- Grand Prix, CID-UNESCO WAPA Mexico
- Laureate Tallinna Gold Mix Laureate
- 1 место, Youth Talent Stars International Music Competition
- 1 место, American edition international contest[10]
- 1 место, 3. Međunarodni glazbeni festival Panonia
- Discovery of young singers, ORFEUM Universong Junior International[11]
- Discovery artist on air, ORFEUM Universong International[11]

### 2024
- 1 место, Jazz, Online Angel Voice
- Incredible Performance, Online Angel Voice
- Laureate Professional recorder, Online Angel Voice[12]
- Laureate World Hit 12-14 y Voice of the Stars festival (Загреб, Хрватска)[1][13]
- Angel voice Београд прво место и срецијална награда фестивала Rising Star[14][12][15][16][17][18]<
- Rising Stars Grand Prix Rock, Grand Prix Musical & Trofej kategorije 13-14, Strani jezik Rumunija[19][20][20]

## Дискографија

### Синглови
| године | албум      | ко-уметник            | композитор            | текстописац           | произвођач            | формула                     |
| ------ | ---------- | --------------------- | --------------------- | --------------------- | --------------------- | --------------------------- |
| 2023   | Way I am   | Линдом и Илвом Персон | Линдом и Илвом Персон | Линдом и Илвом Персон | Линдом и Илвом Персон | [ 21 ] [ 21 ]               |
| 2025   | 9 Students |                       | Антонио Кано          | Ирина Оњевић          | Наташа Огњевић        | [ 22 ] [ 23 ] [ 24 ] [ 25 ] |

### Албуми
| године | албум          | песма            | композитор   | текстописац  | етикета   | формула       |
| ------ | -------------- | ---------------- | ------------ | ------------ | --------- | ------------- |
| 2024   | After Dreaming | Friends, Nothing | Антонио Кано | Антонио Кано | 7thKernel | [ 26 ] [ 27 ] |